# Rotterdam Terror Corps
Rotterdam Terror Corps, souvent abrégé RTC, est un groupe néerlandais de early, mainstream hardcore et terrorcore, originaire de Rotterdam. Formé en 1993 de plusieurs acteurs initiateurs de la scène gabber, Rotterdam Terror Corps ne compte plus que deux membres, George Ruseler (DJ Distortion) et Ricky Peroti (MC Raw). DJ Distortion compose et MC Raw lui confie sa voix.

## Histoire
Le groupe est formé en 1993 à Rotterdam. Initialement, le groupe rassemble cinq acteurs initiateurs de la scène gabber. Durant toute sa durée de vie, RTC fait, et a fait, participer Eugenio Dorwart, George Ruseler (DJ Distortion), Matthijs Hazeleger, Patrick Moerland (DJ Reanimator), DJ Paul, Peter van de Plaats (DJ Petrov), Ricky Peroti (MC Raw), et Rob Janssen. Néanmoins, des dissensions diminueront le nombre de membres pour laisser finalement place au duo Peroti et Ruseler en 1996. 
En 1998, le groupe sort l'EP God is a Gabber. La piste principale de cet EP connaît un grand succès et de nombreux remixes. En 2014 encore, le webzine britannique Fact l'intègre à la 19e place de son classement des cent meilleurs titres dance [sic] de tous les temps. En 1999 sort l'album Constrictor qui atteint la 30e place des classements belges.
En 2005, la société Rige Entertainment publie un coffret CD/DVD intitulé Rotterdam Terror Corps - Limited Edition Giftbox 2005. Le CD comprend les meilleurs morceaux du groupe comme We’re Gonna Blow Your Mind, Raveworld et The Horror. Il est bien accueilli sur le site web spécialisé Partyflock avec une note de 60 sur 100. Ils font leur retour en 2008 avec le vinyle intitulé Time to Kill Another One, qui comprend trois nouveaux morceaux, dont Skull Dominion et I Get Stronger. À cette période, ils n'avaient plus rien sorti depuis 2005.
En 2012, RTC est invité par le trio américain Salem à reprendre l'un de leurs morceaux, King Night. Le 8 mai 2013, le groupe célèbre ses vingt années d'existence au Cherry Moon en Belgique. À cette occasion, des albums signés de la main du groupe en édition limitée sont publiés sur Rige. 
En 2015, RTC fait l'objet d'un documentaire, produit par Vice, qui le considère comme le groupe « le plus bad-ass de Hollande. ». En 2016, le groupe signe à la major ZYX Music auquel il publie l'album Release Your Anger, le 9 décembre. En 2017, RTC est annoncé les 6 et 7 mai au super-festival Insane de Toulouse, en France.

## Style musical et image
Rotterdam Terror Corps produit de la techno hardcore, plus particulièrement du gabber. L'utilisation de Terror dans le nom représente plus l'atmosphère qui se dégage de leur style musical : les titres Outro Betazoid ou Sound of Madness, provenant de l'album Strictly Hardcore (1996) en sont une bonne illustration. Le style musical de RTC est atypique pour le milieu des années 1990, dans la mesure où ils utilisent énormément de sons syncopés, et des triplets, mais aussi des instruments non conventionnels comme l'orgue. Les morceaux Raveworld, You're Dealin' With et We're Gonna Blow Your Mind sont reconnus dans la scène gabber.
Pendant ses performances scéniques, le groupe mêle pyrotechnie, stripteaseuses, érotisme, et effets visuels. Il reçoit même un prix[Lequel ?] pour la qualité de ses prestation en live, la même année.

## Discographie

### Albums studio
- 1995 : Three Waisted Souls
- 1996 : Strictly Hardcore
- 1997 : Sick and Twisted
- 1998 : From Dusk Till Doom
- 1999 : Constrictor
- 2000 : Schizophrenic
- 2002 : Unleash Hell
- 2005 : Giftbox
- 2013 : Respect the Core
- 2016 : Release Your Anger (ZYX Music)

### Singles et EP
- 1996 : Hardcore Motherfuckers (Inferno Records)
- 1996 : Hardcore Slam (Megarave Records)
- 1996 : You're Dealing With (Megarave Records)
- 1997 : Sick and Twisted (Megarave Records)
- 1997 : There's Only One Terror
- 1997 : The Horror (Megarave Records)
- 1997 : Megarave (Megarave Records)
- 1997 : Limited Edition (Box, Ltd + CD, Maxi) (Megarave Records)
- 1997 : The Mix  (Megarave Records)
- 1998 : Giftbox 3 Edition (Megarave Records)
- 1998 : Tunes from the Grave (avec Dr. Macabre) (Megarave Records)
- 1998 : God Is A Gabber (Megarave Records)
- 1998 : Nobody Harder (Megarave Records)
- 1998 : Giftbox 4 (Megarave Records)
- 1999 : Fear (Megarave Records)
- 1999 : God Is a Gabber (CD, single) (Arcade)
- 1999 : The Remixes (Volume 1) (Megarave Records)
- 1999 : The Remixes (Volume 2) (Megarave Records)
- 1999 : Are You Prepared to Die (Megarave Records)
- 2000 : Schizophrenic (Megarave Records)
- 2000 : Rotter-Mother-Fucking-Terror (Megarave Records)
- 2000 : Bangin' Your Fist (avec The Headbanger) (Megarave Records)
- 2000 : Special Series - First Dimension (Rotterdam Terror Corps)
- 2000 : Special Series - Second Dimension (Rotterdam Terror Corps)
- 2001 : Untitled (Print Records)
- 2001 : Psycho Game (avec The Headbanger) (Megarave Records)
- 2001 : Special Series - Third Dimension (Rotterdam Terror Corps)
- 2002 : Special Series - Fourth Dimension (Rotterdam Terror Corps)
- 2002 : Unleash Hell (Megarave Records)
- 2002 : Chaos on the Dancefloor (avec The Headbanger) (Megarave Records)
- 2003 : Preachers of Doom (Megarave Records)
- 2005 : Classics - Limited Edition
- 2008 : Time to Kill Another One (Megarave Records)
- 2008 : Special Series - The Classics
- 2011 : Demonic State (avec Paul Elstak)
- 2013 : Destiny EP (Megarave Records)
- 2014 : Nu Metalz (Megarave Records)
- 2015 : Before Dawn (Megarave Records)
- 2016 : Attack the Flow (avec SRB) (Megarave Records)

### Vidéographie
- [vidéo] « GABBER - A Journey 1993 to 2013 », sur YouTube. Diffusé en mai 2014 dans le cadre de l'exposition « Gabber Expo » à Paris.